# Pachyelmis bigibbulosa
Pachyelmis bigibbulosa is een keversoort uit de familie beekkevers (Elmidae). De wetenschappelijke naam van de soort werd in 1973 gepubliceerd door Joseph Delève.